# Osteina
Osteina là một chi nấm thuộc họ Fomitopsidaceae.